# Sylvilagus floridanus
O Coelho-da-Flórida (Sylvilagus floridanus) é um dos leporídeos mais comuns na América do Norte.